# كأس السوبر الكرواتي
كأس السوبر الكرواتي (بالكرواتية: Hrvatski nogometni superkup)، هي مباراة كرة قدم بين الفائز بالدوري الكرواتي الممتاز وكأس كرواتيا. يقام كأس السوبر دائمًا في بداية كل موسم كرة قدم جديد، ويتم لعب البطولة فقط عندما يفوز ناديين مختلفيين بالدوري والكأس في الموسم السابق (بمعنى أنه لا يتم لعب البطولة عندما يفوز نادي واحد بالدوري والكأس في عام واحد).

## النتائج حسب الفريق
| النادي         | البطل | الوصيف |
| -------------- | ----- | ------ |
| دينامو زغرب    | 5     | 4      |
| هايدوك سبليت   | 5     | 3      |
| رييكا          | 1     | 2      |
| إنتر زابريسيتش | 0     | 1      |
| زغرب           | 0     | 1      |

## وصلات خارجية
- كأس السوبر الكرواتي على مؤسسة إحصاءات وثيقة لرياضة كرة القدم